# Humilité
Pour les articles homonymes, voir Humilité (homonymie).

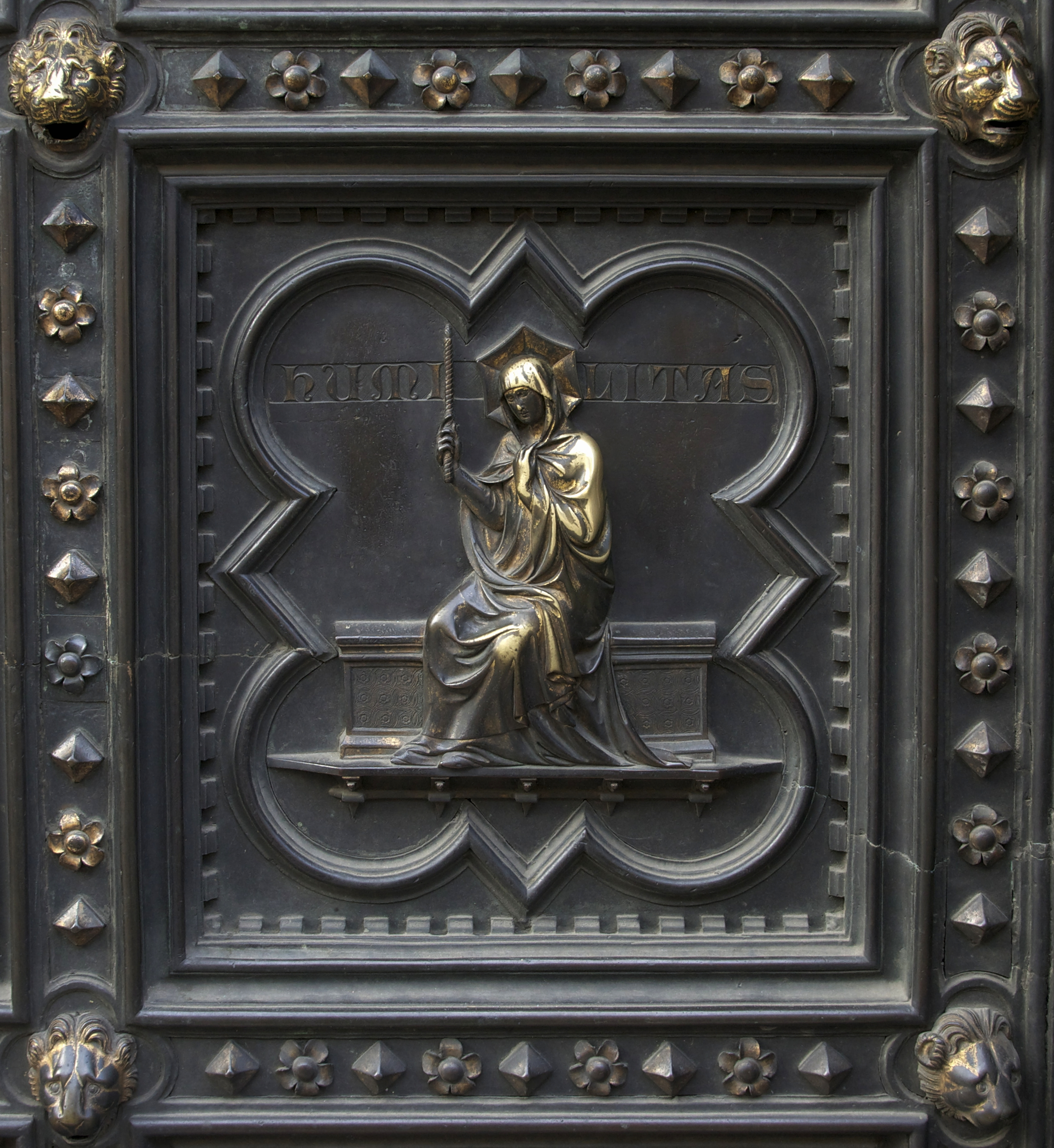
Humilitas, sur une porte de bronze du baptistère de Florence.

Le mot humilité (du mot latin humilitas dérivé de humus, signifiant « terre ») est généralement considéré comme un trait de caractère d'un individu qui se voit de façon réaliste.

## Description
L'humilité peut signifier plusieurs choses :
- Le sentiment de ne pas être grand-chose, d'être petit par rapport au monde qui nous entoure ;
- Une attitude par laquelle on ne se place pas au-dessus des choses ou des autres et par laquelle on respecte ce dont on a été gratifié.

Selon le Dictionnaire de l'Académie française, l'humilité est une « vertu qui nous donne le sentiment de notre faiblesse, qui réprime en nous les mouvements de l'orgueil ».
Il faut discerner le sentiment d'humilité de sa démonstration, qui serait plutôt la modestie. On peut alors évoquer la fausse modestie qui usurpe l'humilité à laquelle recourt une figure de rhétorique, le chleuasme). De même, la fierté n'est pas incompatible avec l'humilité, un individu peut être fier de lui pour ce qu'il a réalisé, justement parce qu'il possède assez d'humilité pour prendre conscience qu'il a fait beaucoup pour ce qu'il est. Par opposition, c'est souvent par manque d'humilité qu'un individu se dévalorise, en sur-estimant ses propres capacités et donc en considérant ses réalisations comme médiocres.

## Confusions possibles
Il ne faut pas confondre « humilité » et « haine de soi ». Dans la haine de soi, on refuse sa propre existence, alors que dans l'humilité, on accepte pleinement l'existence dans son ensemble. Ce n'est pas non plus un sentiment d'infériorité ni de servilité : « L'homme humble ne se croit pas inférieur aux autres : il a cessé de se croire supérieur. Il n'ignore pas ce qu'il vaut, ou peut valoir : il refuse de s'en contenter ».
Le mot « humiliation » peut prêter à confusion. Humilier une personne c'est étymologiquement parlant vouloir la rendre plus humble. Toutefois, dans l'acception populaire, il s'agit en fait de la déconsidérer ou de la vexer publiquement.
Ceci a généralement un impact inverse puisque l'humiliation suscite le plus souvent un désir de vengeance ou de revanche et attise ainsi l'orgueil de la personne humiliée.

## Philosophie
Descartes distingue dans Les Passions de l'âme, l'« humilité vertueuse » de l'« humilité vicieuse » (ou « bassesse »). La première « ne consiste qu’en ce que la réflexion que nous faisons sur l'infirmité de notre nature et sur les fautes que nous pouvons autrefois avoir commises ou sommes capables de commettre, qui ne sont pas moindres que celles qui peuvent être commises par d'autres, est cause que nous ne nous préférons à personne, et que nous pensons que les autres ayant leur libre arbitre aussi bien que nous, ils en peuvent aussi bien user. » La seconde « consiste principalement en ce qu’on se sent faible ou peu résolu, et que, comme si on n’avait pas l’usage entier de son libre arbitre, on ne se peut empêcher de faire des choses dont on sait qu’on se repentira par après ; puis aussi en ce qu’on croit ne pouvoir subsister par soi-même ni se passer de plusieurs choses dont l’acquisition dépend d’autrui. »
Spinoza considère l'humilité comme un affect, « une tristesse née de ce que l'homme considère son impuissance ou sa faiblesse. »
Selon Kant, l'humilité est « la conscience et le sentiment de son peu de valeur morale en comparaison avec la loi. »
Selon André Comte-Sponville, l'humilité :  « n'est pas ignorance de ce qu'on est, mais plutôt connaissance ou reconnaissance de ce qu'on n'est pas. [...] L'humilité est vertu lucide [...] de l'homme qui sait n'être pas Dieu. [...] Être humble, c'est aimer la vérité plus que soi. »

## Religions
L'humilité est essentielle dans la plupart des religions. Les grandes religions monothéistes considèrent l'humilité des personnes comme une valeur essentielle à la recherche de la sainteté et de la cohésion sociale.

### Hindouisme
Selon Jean Herbert, « Il est curieux de constater que les listes classiques de vertus données par les hindous, si elles comprennent souvent la modestie (hrī), ne contiennent presque jamais l'humilité. Ce n'est pourtant pas qu'ils l'ignorent ou qu'ils ne la pratiquent pas. [...] Les hindous se méfient des conséquences que peut avoir une humilité mal comprise ». Ainsi Ramakrishna met-il en garde : « Beaucoup de personnes font parade d'humilité et disent : "Je ne suis qu'un ver de terre qui rampe dans la poussière". Mais se comparant à des vers, elles finissent par devenir faibles d'esprit comme eux ».
Selon Gandhi : « Bien que l’humilité ne soit pas à proprement parler une de nos règles, elle est certainement aussi essentielle, sinon plus, que n’importe laquelle de ces règles. Mais personne ne l’a jamais acquise par la pratique. On peut cultiver la Vérité, de même que l’Amour, mais cultiver l’humilité revient à cultiver l’hypocrisie. Il ne faut pas ici confondre humilité avec étiquette ou bonnes manières... L’humble n’a pas conscience de son humilité. On peut essayer de mesurer la Vérité et d’autres choses semblables, mais non l’humilité. L’humilité innée ne peut jamais rester cachée, et pourtant son possesseur en ignore l’existence... L’humilité devrait faire comprendre à celui qui la possède qu’il n’est rien. Dès qu’on s’imagine être quelque chose, il y a égoïsme. Si celui qui observe des règles en éprouve de la fierté, les règles perdront beaucoup de leur valeur, sinon toute... Sentir que nous sommes quelque chose, c’est élever une barrière entre Dieu et nous. Cesser de sentir que nous sommes quelque chose, c’est devenir Un avec Dieu. Une goutte d’eau dans l’océan a sa part de l’immensité de l’ensemble, bien qu’elle n’en ait pas conscience. Mais elle s’évapore dès qu’elle entre dans une vie indépendante de celle de l’océan. Nous n’exagérons pas lorsque nous disons que la vie sur la terre n’est qu’une bulle. »

### Bouddhisme
Le bouddhisme considère que le sentiment d'importance de soi est un leurre qui cause de la souffrance à soi-même et à autrui. Selon Matthieu Ricard : « la plupart des gens associent l'humilité au manque d'estime de soi et de confiance dans ses propres capacités, quand ils ne l'assimilent pas à un complexe d'infériorité. Ils méconnaissent les bienfaits de l'humilité, car si la suffisance est l'apanage du sot, l'humilité est la vertu de celui qui mesure tout ce qui lui reste à apprendre et le chemin qu'il doit encore parcourir. Les humbles ne sont pas des gens beaux et intelligents qui s'évertuent à se persuader qu'ils sont laids et stupides, mais des êtres qui font peu de cas de leur ego. Ne se considérant pas comme le nombril du monde, ils s'ouvrent plus facilement aux autres et sont particulièrement conscients de l'interconnexion entre tous les êtres. »

### Judaïsme
L'humilité — en hébreu ענווה ('Anavah) — est considérée comme l'une des principales vertus. De Moïse, il est dit dans la parasha Behaalotekha (Nombres, Chapitre 12, verset 3) : 
Cet homme Moïse était un homme fort humble plus qu'aucun homme qui fût sur terre.
L'humilité de Moïse s'exprime par son absence totale d'arrogance ou d'orgueil vis-à-vis de ses congénères, alors qu'il est, de tous les prophètes, celui qui a eu la connaissance la plus poussée de la divinité.

### Christianisme

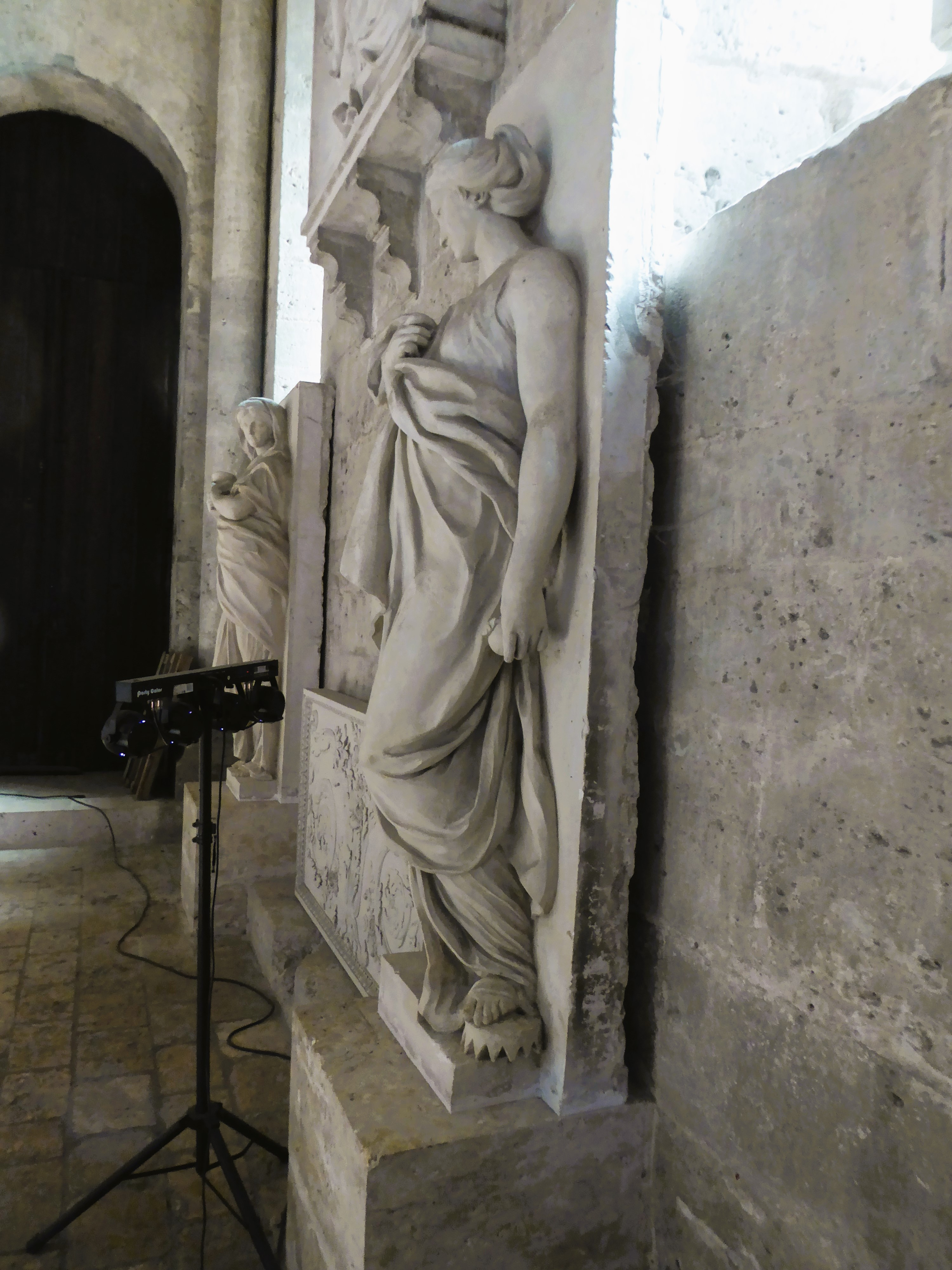
Allégorie de l'Humilité piétinant une couronne de Pierre-François Berruer, 1769, cathédrale Notre-Dame de Chartres.

Le Christ fait de cette vertu la condition de la vie éternelle : « Heureux les humbles, car le royaume des cieux est à eux » (Évangile de Matthieu, chapitre 5 verset 3), en l'incarnant lui-même : « car je suis doux et humble de cœur » (Évangile de Matthieu chapitre 11 , verset 29). L'apôtre Paul ajoute que l'humilité devrait nous amener à « estimer les autres supérieurs à nous mêmes » (Philippiens chapitre 2, verset 4). L'apôtre Pierre considère que l'humilité doit régir les relations avec autrui : « Tous, les uns à l'égard des autres, revêtez-vous d'humilité, car « Dieu, résiste aux orgueilleux et donne sa grâce aux humbles. » (première épître de Pierre, chapitre 5, verset 5).
Saint Augustin aurait écrit : « Là où est humilité, là aussi est charité. »
Il est dit dans L'Imitation de Jésus-Christ : « S'il se trouve en toi quelques qualités, persuade-toi qu'il y en a davantage chez les autres, afin de te conserver dans l'humilité. Si tu te mets après tous les autres, cela ne te fera aucun mal ; cela t'en fera beaucoup de te préférer, ne fût-ce qu'à un seul. Une paix inaltérable remplit le cœur de l'homme humble ; la rancune et la colère empoisonnent celui de l'homme orgueilleux. »
Pour les chrétiens orthodoxes, « l'humilité n'est pas une vertu qui s'ajoute, c'est l'attitude foncière de l'âme sainte qui se voit dans la présence de Dieu, qui voit sa petitesse et sa faiblesse à elle et sa grandeur à Lui. Cette humilité est constamment inculquée, avec insistance, avec force, par tout l'enseignement moral et spirituel de l'Église orthodoxe. C'est elle qui resplendit avec tant de rayonnement, jointe à la douceur, la simplicité, la bienveillance et l'esprit de mesure et d'équilibre spirituel, sur le visage des pères du désert et dans la personnalité des grands saints et justes de l'Église russe. (…) L'abbé Dorothée (VI-VIIe siècles), dans ses homélies qui ont été considérées par l'Église d'Orient comme une des meilleures introductions à la vie spirituelle, donne toute une philosophie de l'humilité. Il compare les âmes à des arbres fruitiers. Quand ces arbres portent beaucoup de fruits, les branches, sous le poids, s'inclinent vers la terre ; par contre, les branches qui n'ont pas de fruits se dressent vers le haut. Il y a même des arbres aux branches desquels on attache des pierres pour les contraindre à s'incliner afin qu'elles portent des fruits. Il en va de même avec les âmes : quand elles s'humilient, elles deviennent riches en fruits, et plus elles le deviennent, plus elles s'humilient. C'est pourquoi plus les saints se rapprochent de Dieu, plus ils se voient pécheurs. Ainsi Abraham, quand il vit Dieu, s'appela terre et poussière (Gen. 18,27) et Isaïe, en voyant Dieu trônant dans sa majesté, s'écria : Je suis un réprouvé, un impur ! (Is. 6,5). » « Un autre trait important est l'accent mis sur la douceur, la patience, la bienveillance et l'humilité (cf. Gal. 5,22) dans les rapports avec autrui. Supporter en toute humilité les injures et l'injustice et ne pas répondre au mal par le mal, mais tâcher de se concilier les hommes par la douceur et le bien qu'on leur fait. »

### Islam
L'humilité est présente dans plusieurs textes musulmans. Dans le Coran 17-37, il est dit : « وَلَا تَمْشِ فِي الْأَرْضِ مَرَحًا ۖ إِنَّكَ لَنْ تَخْرِقَ الْأَرْضَ وَلَنْ تَبْلُغَ الْجِبَالَ طُولًا  : Et ne foule pas la terre avec orgueil : tu ne sauras jamais fendre la terre et tu ne pourras jamais atteindre la hauteur des montagnes. »